# Massacre
A Massacre egy amerikai death-metal együttes. Lemezkiadóik: Earache Records, Century Media Records. 1984-ben alakultak a floridai Tampában. Első stúdióalbumukat 1991-ben adták ki. Egy-két ember később csatlakozott a műfaj úttörőjének számító Death zenekarhoz. 2014-ben feloszlottak, de már ez az év előtt is feloszlott már több alkalommal is a zenekar. Az együttes 2017 óta újból működik, "Massacre X", majd "Gods of Death" néven.

## Tagok
- Rick Rozz - gitár
- Mike Mazzonetto - dobok (2011-2014)

## Diszkográfia
- From Beyond (1991)
- Promise (1996)
- Back from Beyond (2014)
- Resurgence (2021)
- Necrolution (2024)